# Rio Buriti
Pour les articles homonymes, voir Buriti.
Le rio Buriti (en portugais : arroio Buriti) est un cours d'eau brésilien de l'État du Rio Grande do Sul.
Long d'une vingtaine de kilomètres[réf. souhaitée], il arrose la municipalité de Santo Ângelo.
C'est un affluent mineur en rive droite du rio Ijuí et un sous-affluent du rio Uruguay dans le bassin de la Plata.